# ام‌اس‌سی ژنو
ام‌اس‌سی ژنو (به انگلیسی: MSC Geneva) یک کشتی کانتینری است که طول آن ۲۷۵ متر (۹۰۲ فوت) می‌باشد. این کشتی در سال ۲۰۰۶ ساخته شد.